# Экономика и жизнь
«Экономика и жизнь» — российская, в прошлом советская центральная (всесоюзная) еженедельная газета, освещающая вопросы экономики и экономической политики в России и мире, разъясняет вопросы применения законодательства в разных областях права, корпоративного управления, управления финансами и экономикой предприятия, налогообложения, бухгалтерского учёта.
Распространяется по подписке во всех регионах Российской Федерации, странах ЕАЭС. Формат бумажной газеты ― 40 полос А3.
Первый номер газеты, получившей при создании название «Экономическая жизнь», вышел 6 ноября 1918 года.
Это была первая в Советской России ежедневная газета, посвящённая исключительно освещению и изучению экономики страны, укреплению хозяйственных связей, а также вопросам, которые ежедневно вставали перед хозяйственными работниками.
С образованием СССР газета превратилась из республиканской во всесоюзную.
Газета разъясняла экономическую политику государства, комментировала законы и нормативные акты, в условиях планового хозяйства объясняла руководителям и специалистам предприятий различных отраслей, что надо делать в данный момент времени.
В газете публиковались статьи известных ученых и действующих руководителей органов власти государства, хозяйственных руководителей, работников экономических служб предприятий, подробно освещался успешный опыт работы предприятий.

## Характеристики
Газета предлагает своим читателям экономическую информацию для принятия управленческих решений, знакомит с новыми документами, регулирующими работу бизнеса, с практикой арбитражных судов, и консультирует по вопросам налогообложения, учёта и правового обеспечения хозяйственной деятельности.
Большую часть редакции газеты составляют эксперты в области экономики, права, учёта и налогообложения.
Газета сфокусирована на реальном секторе российской экономики. Деятельность финансового сектора экономики освещается с точки зрения интересов предприятий и предпринимателей — потребителей финансовых услуг.
В каждом номере газеты традиционно приводится большой объём экономических и статистических данных.

## Основные разделы
Номер газеты состоит из четырёх тематических блоков: общеэкономического, правового ― «ЭЖ-Юрист» и бухгалтерского — «ЭЖ-Бухгалтер».
- В общеэкономическом блоке публикуются новости и материалы, посвящённые экономике и экономической политике РФ, статистические данные и отраслевые обзоры, статьи, освещающие ситуацию на финансовых рынках: банковском, фондовом, страховом, также есть разделы, посвящённые экономике регионов РФ и муниципальному управлению.
- Блок «ЭЖ-Юрист» посвящён правовым и экономическим аспектам управления предприятием и ведения предпринимательской деятельности. В «ВПК» публикуются новости законодательства, комментарии к новым нормативным актам, обзоры арбитражной практики, консультации по правовым вопросам в хозяйственной деятельности: в области трудового права, имущественных прав, аренды, взаимоотношений контрагентов, споров с государственными органами. Кроме того, в «ВПК» есть раздел, посвящённый экономике предприятия, лучшим практикам осуществления контроля и автоматизации управления.
- «ЭЖ-Бухгалтер» посвящён проблемам учёта и налогообложения. В нем публикуются новости регулирования налогообложения, бухгалтерского и налогового учёта, комментарии и разъяснения регуляторов к новым нормативным актам, арбитражная практика по спорам с контролирующими государственными органами, практические консультации и ответы на вопросы по тонкостям учёта и неоднозначным вопросам расчёта и начисления налогов и взносов во внебюджетные фонды.

## История
Создание печатного периодического издания инициировал в 1918 году редакционно-издательский отдел Высшего совета народного хозяйства (ВСХН), в котором и родилось предложение назвать газету «Экономическая жизнь».
По воспоминаниям А. Ломова (псевдоним Георгия Ипполитовича Оппокова), бывшего в 1918 г. членом Президиума (ВСХН), идея создания газеты возникла у него и Гаральда Ивановича Крумина в августе 1918 года.
Создателям газеты пришлось решать сложную задачу: сделать интересную газету о буднях хозяйственной жизни. Такого опыта ни в прежней русской печати, ни в западной практике не было. Непросто было найти и сотрудников редакции, которые бы объединяли литературные таланты со знанием хозяйственных вопросов.
В первое время газета выходила на двух полосах. Информация была довольно скудная, схематичная: публиковалась статистика, исследования, экономико-статистические рефераты. По мере развития коллектива редакции, его сотрудники перестали черпать материалы исключительно в статистических бюро и стали проникать на биржу, в кабинеты директоров и членов правлений.
В редакции были созданы общие и специальные отделы. Общие: экономической политики, сельского хозяйства, транспорта, продовольственный, иностранный, Польши, Литвы и Прибалтики, распределения и товарообмена, финансовый. Специальные: отрубей, масличных семян, трав, кормовых средств, картофеля и соли, мяса, сала, рыбы, молочных продуктов, яиц, живности, пищевых и вкусовых веществ, хлопка, льна, пеньки и джута, шерсти и мануфактуры, металла, кожи, пушнины и остальных животных продуктов, химических производств, минеральных веществ, дерева и бумаги, нефтяного топлива и нефтепродуктов, топлива твердого, минерального, торфа и дров. Имелись также отделы хроники, справочно-экономический, библиографический.
К осени 1921 года редакция поставила задачу иметь отделения во всех крупных областях РСФСР, в газете появился местный отдел, открылись отделения в Екатеринбурге, Харькове, Ростове. Отделение в Петрограде работало с начала издания газеты.
К 1923 году у газеты было уже 70 корреспондентов. Развивались связи со специалистами на местах. В 1923 году более половины статей в газете поступили от сторонних авторов: хозяйственников, теоретиков, плановиков.
В 1921 году постановлением Всероссийского Центрального Исполнительного Комитета (ВЦИК) газета превращена в орган Совета труда и обороны. Соответственный пункт Декрета гласит: «Газета „Экономическая жизнь“ обязана печатать наряду с теперешними материалами сводки отчетных материалов об экономической работе на местах».
В 1922 году при газете «Экономическая жизнь» была создана Государственная контора объявлений и подписки «Двигатель», через которую как через рекламное агентство размещались объявления практически во все периодические издания СССР и оформлялась подписка на любое советское издание. Отделения конторы находились в Ленинграде, Саратове, Ростове, Екатеринбурге, Киеве, Харькове, Одессе, Чите и за рубежом — в Берлине, Париже, Варшаве. Кроме отделений контора имела агентскую сеть практически во всех губернских городах.
В 1924 году создано книгоиздательство «Экономическая жизнь», выпускавшее литературу практических знаний: издания по бухгалтерии, организации хозяйств на фабриках и заводах, организации и технике торговли, книги охватывающие постановления государственных структур, систематические указатели по практическим вопросам, брошюры освещающие вопросы внутренней и внешней политики, справочники по торговле, а также научно-техническую и учебную литературу.
В 1931 году «Экономическая жизнь» стала органом Госплана и Наркомфина.
22 февраля газета вышла под номером один, сохранив многолетнюю последовательность нумерации — в скобках следует номер 3686. Поменялся также логотип издания.
Один из инициаторов создания в 1918 году газеты Георгий Ломов, работавший к этому времени заместителем председателя Госплана, сформулировал Основные задачи новой «Экономической жизни»:
1. научить социалистические кадры планировать хозяйственную деятельность;
2. научить людей правильно составлять строго выверенные просчитанные планы;
3. неустанно следить за неукоснительным выполнением принятых планов.

В 1932 году 11 декабря газета выходит как орган Наркомфина СССР, Госбанка СССР, Промбанка СССР, Соцзембанка, Цекомбанка, Всекомбанка и ЦК союза финансово-банковских работников. Новый редактор в первом номере пишет, что газета является не только финансовой, но и общеэкономической. В её задачи входит контроль за обеспечением «каждого рубля бюджетных доходов», контроль рублем" за госценами, фондом зарплаты, договорами между хозорганами.
В 1937 году издание газеты «Экономическая жизнь» прекращено. Выпуск газеты был возобновлен 1 февраля 1956 года под названием «Промышленно-экономическая газета». Газета стала органом Госкомитета Совета Министров СССР по новой технике. Одна из ведущих её тем — технический прогресс на базе новейших достижений науки и техники, освоение передовых технологий и совершенствование организации труда. «Промышленно-экономическая газета» издавалась 3 раза в неделю.
Постановлением ЦК КПСС 15 марта 1960 года «Промышленно-экономическая газета», выходящая как орган Государственного научно-технического комитета СССР была реорганизована и с 1 июня 1960 года начала издаваться как газета Центрального Комитета КПСС под названием «Экономическая газета», объёмом 4 полосы формата газеты «Правда» (60 см), периодичностью 6 раз в неделю, тиражом 500 000 экземпляров.
В 1961 году (С № 1 за 7 августа) «Экономическая газета» переведена на еженедельный выпуск, изменён её объём: вместо 4 полос формата 60 см (формат газеты «Правда», ≈ А1) она стала выходить на 48 полосах формата 42 см (≈ А 3). С 1968 года количество полос было сокращено вдвое с 48 до 24.
В 1969 году редакция «Экономической газеты» активно способствовала созданию ежедневной газеты ЦК КПСС «Социалистическая индустрия». Ей были переданы отраслевые отделы машиностроения и лёгкой промышленности «ЭГ». В новую газету перешли около 30 сотрудников редакции. За «Экономической газетой» была оставлена общеэкономическая тематика, а отраслевые проблемы освещались в «Социалистической индустрии».
В 1982 году в «Экономической газете» был создан отдел экономического образования трудящихся. Газета стала научно-методическим центром массового экономического образования в СССР. Журналисты еженедельника непосредственно участвовали в разработке и публикации типовых учебных программ для различных отраслей экономики, учебно-методических материалов, широко освещали опыт организации экономической учёбы на предприятиях и перехода на хозрасчёт. Развитая система массового экономического образования во многом содействовала быстрому освоению навыков работы в новых условиях хозяйствования при переходе к рынку в годы экономических реформ.
С 1990 года еженедельник «Экономическая газета» постановлением Центрального Комитета КПСС о перестройке центральной партийной печати перепрофилируется в еженедельную массовую газету ЦК КПСС «Экономика и жизнь». Согласно постановлению задача газеты: «широко и популярно освещать вопросы социально-экономической политики партии и Советского государства, теоретические и практические проблемы радикальной экономической реформы, конкретный опыт перестройки общественных производственных отношений, показывать реальную связь социально-экономических преобразований с интересами и потребностями людей, повседневной жизнью всех слоёв и социальных групп общества».
В 1991 году, после событий 19-21 августа трудовой коллектив газеты принял решение стать её учредителем и сделать газету свободной от ведомственной или партийной подчиненности. Газета перерегистрирована Министерством печати и массовой информации РСФСР с новым учредителем в лице журналистского коллектива и новым названием «Экономика и жизнь».
В 1991 году образован Издательский дом «Экономическая газета» являющийся издателем газеты «Экономика и жизнь». В составе ИД «Экономическая газета» было создано Агентство экономико-правовых консультаций и деловой информации — «АКДИ Экономика и жизнь», которое специализировалось на оказании консультаций предприятиям в области налогообложения, бухгалтерского учёта и права, издавала книги и журналы по этой тематике и вело ряд разделов в еженедельнике «Экономика и жизнь».
В 2007 году консультанты, работающие в АКДИ, были введены в состав редакции газеты «Экономика и жизнь» и образовали костяк экспертов газеты по вопросам налогообложения, бухучёта и юридической практики.
С 1 июля 2019 года издателем газеты стало ООО «Экономикс Медиа».

## Главные редактора
- Румянцев, Алексей Фёдорович (1965—1985)
- Владимиров, Борис Григорьевич (1985—1991)
- Якутин, Юрий Васильевич (1991—2005)

## Названия
- «Экономическая жизнь» (1918—1937)
- «Промышленно-экономическая газета» (1 февраля 1956 — май 1960)
- «Экономическая газета» (май 1960—1990)
- «Экономика и жизнь» (1990 — нас. время)

## Награды
- 1971 год — Орден Трудового Красного Знамени
- 2008 год — Премия Правительства Российской Федерации в области печатных средств массовой информации «За вклад в становление и развитие экономики страны»
- Ежегодно с 2006 по 2012 год — Знаки отличия «Золотой фонд прессы России»